# Teatr Terminus A Quo
Terminus A Quo (TAQ) – teatr alternatywny działający od roku 1976 w Nowej Soli. Teatr wykorzystuje eksperymentalne formy pracy scenicznej oparte na doświadczeniach Jerzego Grotowskiego; sala teatralna nosi imię jednego z aktorów „Laboratorium” – Ryszarda Cieślaka.
Na przestrzeni 40 lat swojej działalności grupa ma za sobą ponad 200 premier. Są to zarówno spektakle autorskie jak i adaptacje sceniczne poezji oraz działania performatywne. Zespół rokrocznie przygotowuje też spektakle uliczne i widowiska plenerowe, często nawiązujące do lokalnych tradycji, świąt i uroczystości (Winobranie, święta miast, noce muzeów itp). Grupa prowadzi też warsztaty teatralne a także organizuje kilkudniowe imprezy artystyczne w Nowej Soli dla innych teatrów offowych oraz turnieje poetyckie (Meeting Teatrów Alternatywnych, Grudniowa Noc Teatralna, Turniej Poetycki o Pierścień Kingi)
Założycielem teatru, reżyserem wszystkich przedstawień i autorem większości z nich jest Edward Gramont. W teatrze TAQ pierwsze kroki na scenie stawiała aktorka Magdalena Różczka.

## Niektóre nagrody i wyróżnienia
- 1996 - Bydgoszcz - I nagroda dla spektaklu Edwarda Gramonta „SCENY SYMULTANICZNE” podczas I Ogólnopolskich Prezentacji Scen Plastycznych.
- 1996 - Toruń  - III nagroda  dla spektaklu „ANNA LIVIA, GOTHA POTWÓR” na podstawie prozy Jamesa Joyce’a podczas Ogólnopolskiego Festiwalu „POBOCZA TEATRU”.
- 1996 - Ciechanów - wyróżnienie i nagroda publiczności dla spektaklu Edwarda Gramonta „NOWA SZTUKA ZAKOPIAŃSKA” podczas IV Ogólnopolskiego Festiwalu Teatralnego „DIONIZJE”
- 1998 - Toruń - nagroda GRAND PRIX dla spektaklu Edwarda Gramonta „NARZĘDZIA TORTUR” podczas  VI Ogólnopolskiego Festiwalu „POBOCZA TEATRU”.
- 1998 - Łódź  - I nagroda dla spektaklu Edwarda Gramonta „NARZĘDZIA TORTUR” podczas Łódzkich Spotkań Teatralnych.
- 2003 – Zgierz – I nagroda dla spektaklu Edwarda Gramonta „Zawołanie”, nagroda aktorska dla Katarzyny Mikołajczak za rolę w spektaklu Edwarda Gramonta “Zawołanie”. Zgierskie Spotkania Małych Teatrów “DZIEWIĄTE SŁODKOBŁĘKITY”
- 2004 – Gdańsk – nagroda dla  Edwarda Gramonta za grę konwencjami teatralnymi w spektaklu autorskim “Usta/lenia” podczas VI Ogólnopolskiego Festiwalu Sztuk Autorskich i Adaptacji “WINDOWISKO” – Gdańsk – Sopot 2004
- 2004 – Kraków – nagroda aktorska dla Agnieszki Buczkowskiej, Katarzyny Mikołajczak, Katarzyny Rybarczyk za kreacje w spektaklu Edwarda Gramonta “Zawołanie” podczas I FESTIWALU TEATRALNEGO W SCENIE “i”
- 2008 – Cieszyn – I nagroda ZŁAMANY SZLABAN w kategorii off teatr za spektakl „Usta/lenia” podczas XIX Międzynarodowego Festiwalu Teatralnego „Bez Granic”

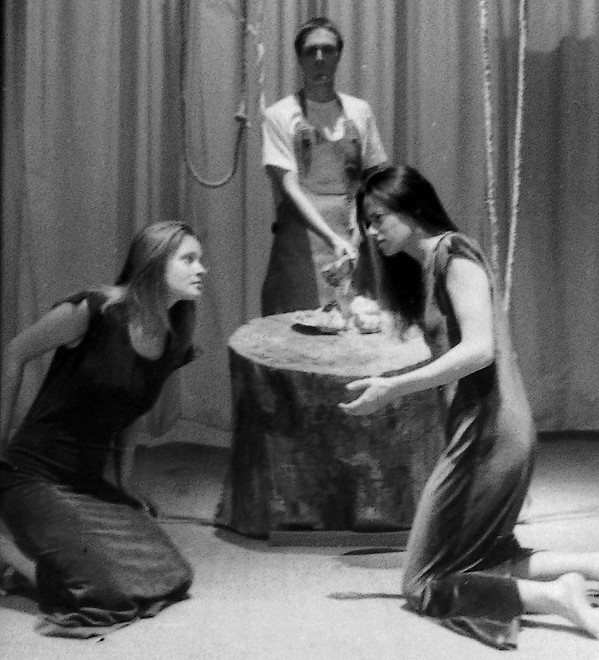
M. Różczka
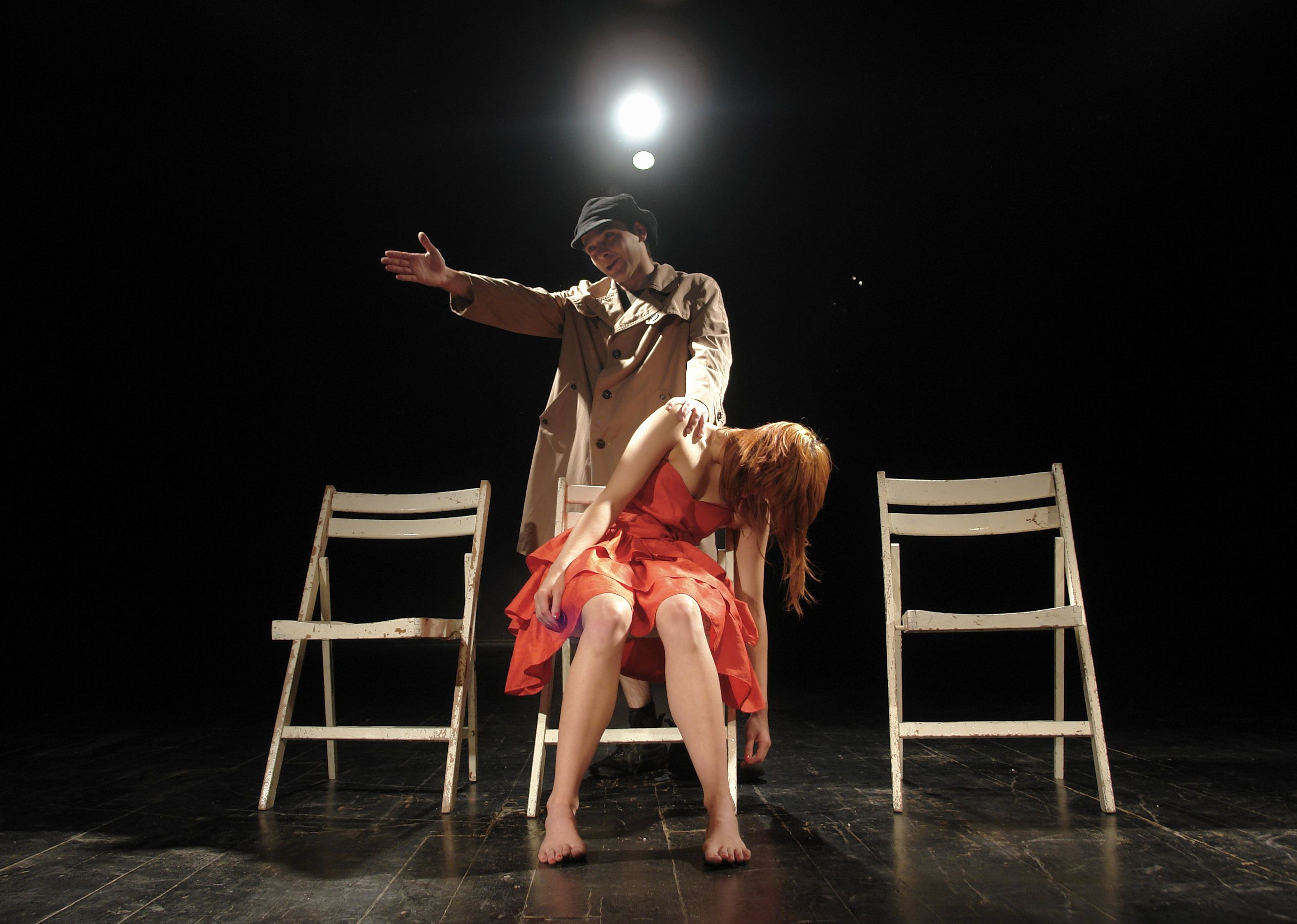
Autorski spektakl Usta/Lenia
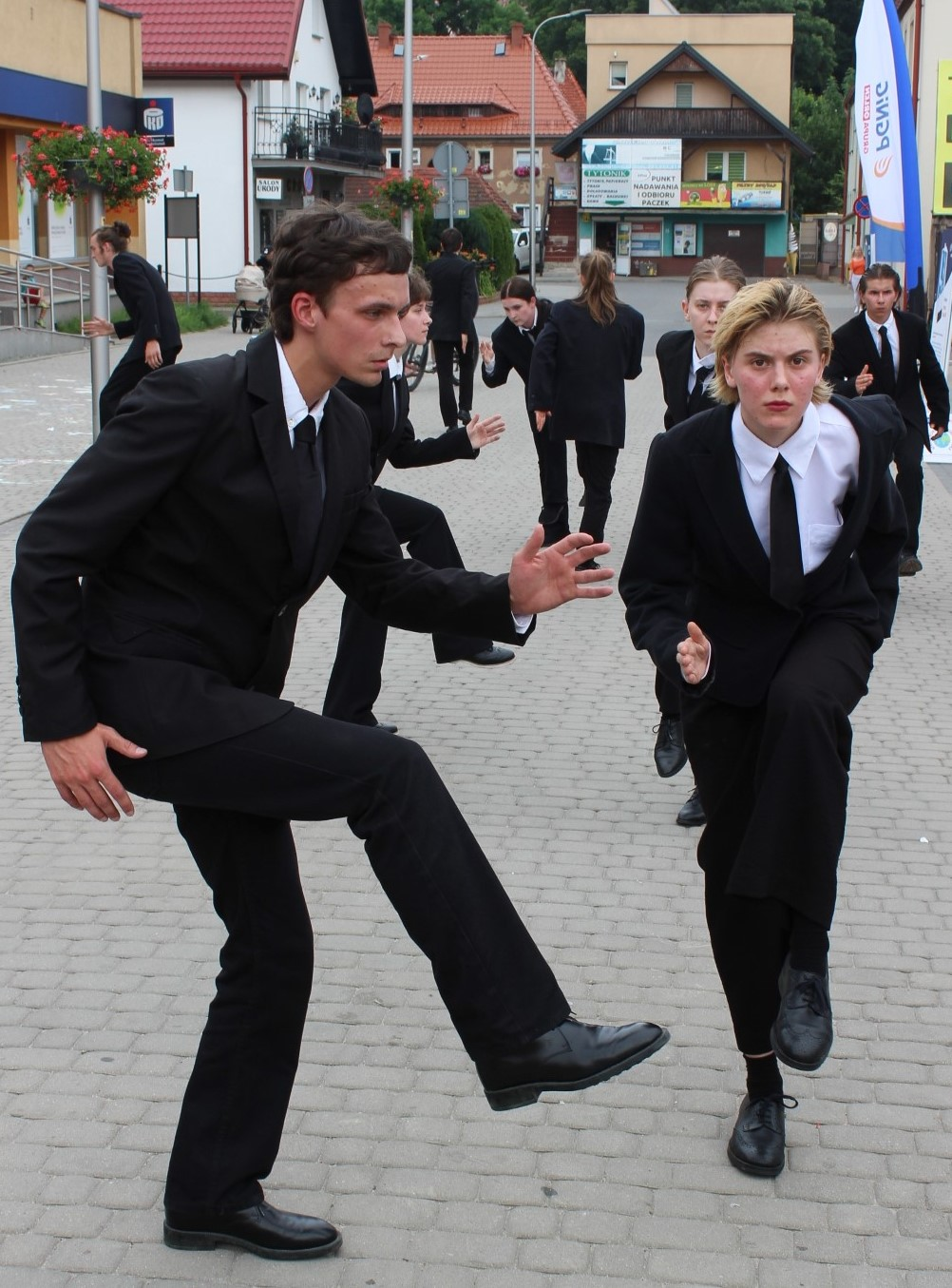
Spektakl uliczny GO!
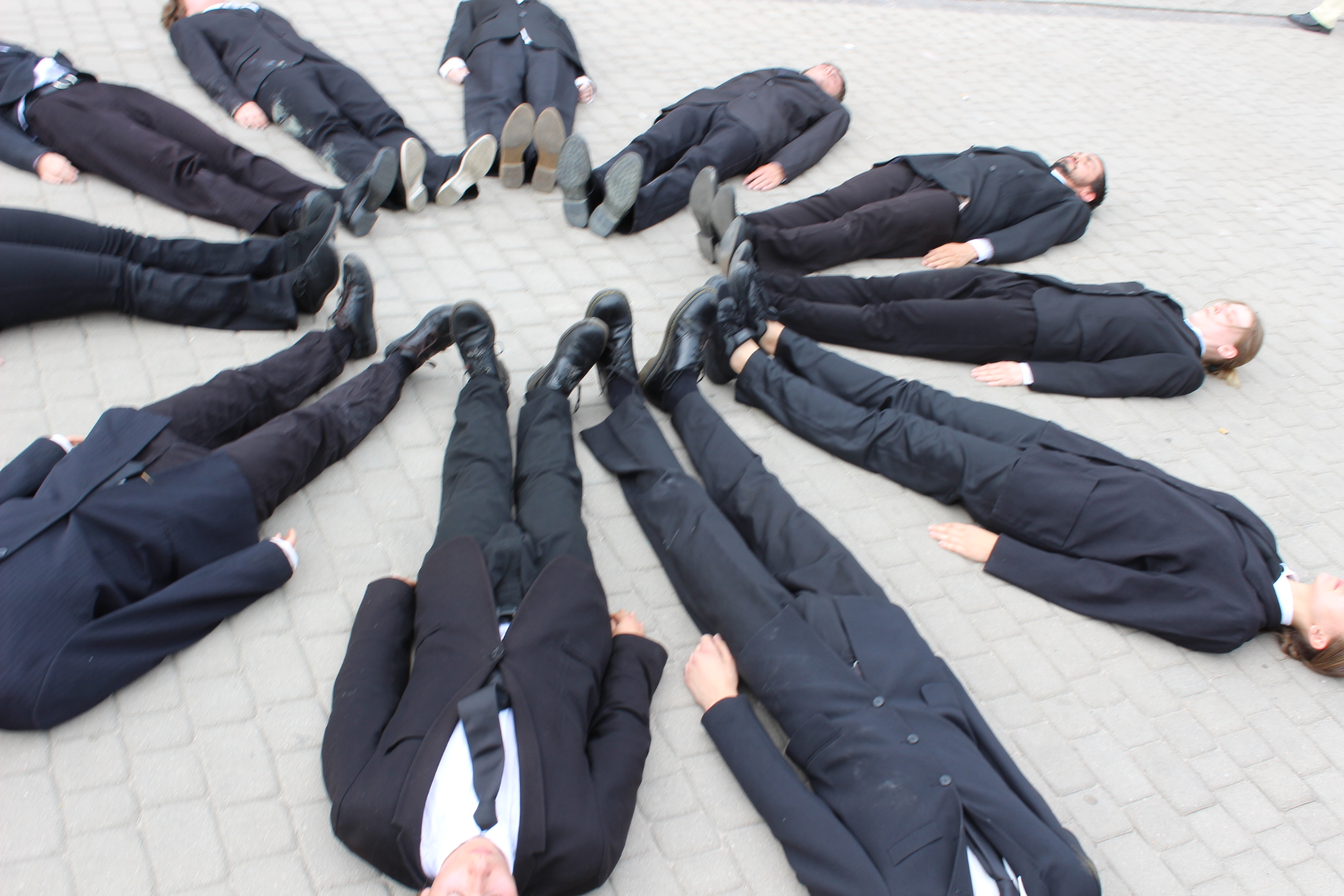
Spektakl uliczny GO!